# Asklepije
Asklepije (grč. Ἀσκληπιός, Asklēpiós; lat. Aesculapius) u grčkoj mitologiji bog je liječništva, sin Apolona i nimfe Koronide. Asklepijev je pandan u rimskoj mitologiji Eskulap, a bio je znan i pod egipatskim imenom Imhotep.

## Etimologija
Etimologija Asklepijeva imena nije sigurna. Robert S. P. Beekes u revidiranoj inačici Friskova Grčkog etimološkog rječnika piše sljedeće pretpostavke:
- dolazi od riječi σκάλοψ, ἀσπάλαξ = "krtica"
- dolazi iz prethelenskog razdoblja
- dolazi od hetitskog assula(a)- = "dobrostojeći" i piya- = "dati"

Porijeklo i dalje ostaje nesigurno.

## Karakteristike
Prikazivali su ga slično Zeusu, no uz Eskulapa su uvijek bile zmije koje su, zbog mogućnosti skidanja kože, bile simbol pomlađivanja. Osobito je bio štovan u Epidaurusu u Argolidi. Njegove su se svetkovine slavile dan prije dionizijskih svečanosti.

## Kult
Asklepijevo najpoznatije svetište bilo je u Epidauru u Argolidi te na otoku Kiosu gdje je Hipokrat, poznati liječnik, vjerojatno počeo karijeru.
U Asklepijevu su čast zmije rabljene u iscjeliteljskim ritualima. Neotrovne zmije ostavljene su da pužu na podu gdje je bolesnik spavao. Katkad su i sveti psi lizali rane.
Brojni su liječnici u hramovima iscjeljivali u čast Asklepija, a dolazili su im i brojni hodočasnici. Originalna Hipokratova zakletva spominje i Asklepija:
Liječenje zmijama se odnosio tako što bi pacijenti došli u njegovo lječilište te bi on postavio dijagnozu i pacijente bi uspavao te po jednoj verziji priče zmija bi liječila dodirom jezika, a druga verzija bi bila da bi ih zmija ugrizla. Postoji i priča o labirintu gdje bi puštao u labirint pacijente zavezanih očiju, a tamo bi bile zmije kojima je on izvadio otrova onoliko koliko je bilo potrebno za terapiju te bi ih te zmije izgrizle. Još jedna verzija liječenja psihičkih bolesnika je bila zatvaranje pacijenta u bačvu sa zmijom, koja je bivala otkotrljana nizbrdo.

## Sinovi i kćeri
Asklepije je bio u braku s Hepionom. Imao je dva sina Podalerija i Mahaona koji su nastavili njegov rad i pet kćeri: Akeso, Iaso, Panakeja, Egli i Higijea, koja je bila najznačanija jer je bila oličenje duševnog i tjelesnog zdravlja (od njenog imena je nastala riječ higijena).

## Mitologija

### Rođenje
Koronida, kći kralja Flegije, bila je Apolonova ljubavnica koja mu je rodila sina Asklepija. Dok je bila trudna s njime, zaljubila se u Ishiju, Elatova sina, a vrana je dojavila Apolonu vijest o prijevari. U početku Apolon nije vjerovao vrani te je cijelu vrstu obojao u crno (dotad su vrane bile bijele), da bi je kaznio zbog laži. Kasnije, doznavši da je to istina, šalje svoju sestru Artemidu da ubije Koronidu, a također je i sve vrane učinio svetima i dao im zadatak da najavljuju smrt. Apolon je spasio Koronidino i njegovo dijete te ga je dao Kentauru Hironu da ga odgoji. Flegija je bio gnjevan zbog smrti svoje kćeri te je spalio Apolonov hram u Delfima, a Apolon ga je zbog toga ubio.

### Liječništvo
Kentaur Hiron poučio je Asklepija operiranju i postao je najpoštovaniji liječnik. Prema Pindarovim pitijskim odama, Hiron ga je također naučio koristiti lijekove, inkantacije i ljubavne napitke. Apolodor tvrdi da mu je Atena dala posudicu Meduzine krvi koja je imala magična svojstva - ako je uzeta s lijeve strane njezina tijela, smrtonosan je otrov, a ako je uzeta s desne strane, može oživljavati mrtve. Prema nekim izvorima, Asklepije se borio na strani Ahejaca u Trojanskome ratu gdje je izliječio Filokteta od poznatog ugriza zmije. Neki pak tu zaslugu pripisuju njegovim sinovima koje je Homer spominjao kao darovite liječnike i iscjeljitelje.

### Smrt
Asklepijeva je moć oživljavanja mrtvih razljutila Zeusa koji ga je pogodio munjom. Jedna inačica priče govori da je Zeus bio ljut jer je Asklepije tražio novčanu nadoknadu za uskrsnuće, a druga govori da je se razljutio jer je htio uskrsnuti Hipolita što je obećao Artemidi. Asklepijeva smrt bila je pouka da se nijedan čovjek ne smije igrati boga. Još jedna priča je da ga je Zeus pogodio gromom zbog oživljavanja mrtvih jer je vraćao mrtve iz Hada i time narušavao ravnotežu između dva svijeta živih i mrtvih. Ipak ga je Zeus na kraju oživio te je Asklepije prikazan kao starac sa štapom oko kojeg je omotana zmija.
Da bi se osvetio za smrt svoga sina, Apolon je ubio Kiklopa koji je stvorio Zeusove munje. Prema Euripidovoj drami Alkestidi, Zeus je potom osudio Apolona da služi Admetu da bi se iskupio.
Nakon što je shvatio Asklepijevu važnost, Zeus ga je stavio na nebo kao zviježđe Zmijonosac (Ophiuchus). Njegovo ime "Zmijonosac" dolazi od poznatog simbola Asklepija koji je postao simbol ljekarnika i liječnika. Taj simbol sadrži jednu zmiju oko grane, a poznati Hermesov kaducej sadrži dvije isprepletene zmije i par krila, simbol putovanja. Zmije su izabrane zbog toga što presvlače kožu - simbol pomlađivanja.

## Vanjske poveznice
- Asklepije u klasičnoj literaturi i umjetnosti (engl.)
- Asklepije u grčkoj mitologiji